# Colicistectomia
Colecistectomia é uma cirurgia na qual é removida a vesícula biliar, responsável pelo armazenamento e concentração da bile, proveniente do fígado.
Por vezes, a colecistectomia torna-se necessária pela formação de cálculos (pedras) na vesícula. Esta doença, além de dor, pode levar a um quadro de pancreatite aguda. Isto porque a bile armezenada na vesícula, quando necessário, escoa pelo dúcto cístico até o colédoco, o qual junta-se ao ducto pancreático maior para formar uma ampola que leva à segunda porção do duodeno (intestino delgado). Um cálculo pode impedir a passagem pelo óstio da ampola, fazendo fluir bile para o pâncreas, ativando as enzimas digestivas deste órgão. A ativação destas enzimas degrada o órgão, causando pancreatite.